# Scurtu Mare
Scurtu Mare è un comune della Romania di 1 939 abitanti, ubicato nel distretto di Teleorman, nella regione storica della Muntenia. 
Il comune è formato dall'unione di 6 villaggi: Albeni, Drăcești, Negrilești, Scurtu Mare, Scurtu-Slăvești, Valea Poștei.